# Valle dell'Angelo
Valle dell'Angelo è un comune italiano di 228 abitanti della provincia di Salerno in Campania. Risulta essere il comune meno popoloso di tutta la regione.

## Geografia fisica
Il paese è situato a 620 m s.l.m. nell'alta valle del Calore Lucano, alle pendici del monte Ausinito. Il territorio comunale ha un'estensione di 36.75 km² e confina con i comuni di Laurino, Piaggine, Rofrano e Sanza.
- Classificazione sismica: zona 2 (sismicità media), Ordinanza PCM. 3274 del 20/03/2003
- Classificazione climatica: zona D, 1914 GR/G

La sua frazione Pruno, è riconosciuta come una delle poche frazioni in italia autosufficienti e bio.

## Storia
La nascita del borgo si presume risalga al X secolo per opera di monaci basiliani. Chiamato Casaletto di Piaggine, da cui deriva il gentilizio "casalettari", nel corso dei secoli il borgo è stato dapprima amministrato dalla Badia di Cava e poi dal casale di Laurino, di cui è stata frazione fino al 1873 quando divenne comune autonomo col nome di Piaggine Sottane, per distinguerlo da Piaggine Soprane (oggi semplicemente Piaggine).
Dal 1811 al 1860 ha fatto parte del circondario di Laurino, appartenente al distretto di Vallo del regno delle Due Sicilie.
Dal 1860 al 1927, durante il regno d'Italia ha fatto parte del mandamento di Laurino, appartenente al circondario di Vallo della Lucania.

## Monumenti e luoghi d'interesse
- Chiesa di San Barbato (XVII secolo)
- Chiesa di Santa Barbara(XVII secolo)
- Cappella di San Sebastiano (1841)
- Palazzo Vertullo (XVII secolo)
- Palazzo Mazzei (1881)
- Grotta di San Michele Arcangelo
- Sorgente del Festolaro

## Società

### Evoluzione demografica
Abitanti censiti

### Etnie e minoranze straniere
Al 31 dicembre 2017 a Valle dell'Angelo risultano residenti 4 cittadini stranieri.

### Religione
La maggioranza della popolazione è di religione cristiana appartenenti principalmente alla Chiesa cattolica; il comune appartiene alla diocesi di Vallo della Lucania, ed ha due parrocchie.

## Infrastrutture e trasporti

### Strade
- Strada Provinciale 131 Innesto SP 11-Valle dell'Angelo.
- Strada Provinciale 407 Valle dell'Angelo-Tempa di Piaggine.

## Amministrazione

### Sindaci
Di seguito vengono elencati i primi cittadini del comune, dal 1985 ad oggi, così come riportato nell'archivio del Ministero dell'Interno
| Periodo        | Periodo        | Primo cittadino           | Partito                               | Carica  | Note |
| -------------- | -------------- | ------------------------- | ------------------------------------- | ------- | ---- |
| 17 luglio 1985 | 21 marzo 1990  | Barbato Vertullo          |                                       | Sindaco |      |
| 20 maggio 1990 | 24 aprile 1995 | Barbato Vertullo          | Partito Socialista Italiano           | Sindaco |      |
| 24 aprile 1995 | 14 giugno 1999 | Angiolino Cammarota       | Liste civiche di Centro-sinistra      | Sindaco |      |
| 14 giugno 1999 | 14 giugno 2004 | Salvatore Angelo Iannuzzi | Lista civica di Centro                | Sindaco |      |
| 14 giugno 2004 | 8 giugno 2009  | Salvatore Angelo Iannuzzi | Lista civica                          | Sindaco |      |
| 8 giugno 2009  | 26 maggio 2014 | Angiolino Cammarota       | Lista civica                          | Sindaco |      |
| 26 maggio 2014 | in carica      | Salvatore Angelo Iannuzzi | Lista civica "Tradizioni e progresso" | Sindaco |      |

### Altre informazioni amministrative
Il comune appartiene all'Unione dei comuni Alto Calore e alla Comunità montana Calore Salernitano.
Le competenze in materia di difesa del suolo sono delegate dalla Campania all'Autorità di bacino Campania Sud.